# Onthophagus howdenorum
Onthophagus howdenorum là một loài bọ cánh cứng trong họ Bọ hung (Scarabaeidae).